# باولو جروسي
باولو جروسي (بالإيطالية: Paolo Grossi)‏ (29 مايو 1985 بميلانو في إيطاليا - ) هو لاعب كرة قدم إيطالي في مركز الوسط. لعب مع نادي برو فيرتشيلي ونادي بريشيا ونادي ترنانا ونادي سيينا ونادي فاريسي وهيلاس فيرونا وUS Folgore Caratese ASD ‏ وUC AlbinoLeffe ‏ ولانشانو كالتشيو 1920 ‏.

## روابط خارجية
- باولو جروسي على موقع قاعدة بيانات كرة القدم.إي يو (الإنجليزية)
- باولو جروسي على موقع Soccerway.com (الإنجليزية)
- باولو جروسي على موقع AS.com (الإسبانية)